# Имёнсу-Пхокпхо
Имёнсу-Пхокпхо (кор. 리명수폭포?, 鯉明水瀑布?) — родниковый водопад на правом берегу реки Имёнсу; памятник природы в рабочем посёлке Имёнсу уезда Самджиён провинции Янгандо, КНДР. Расположен в предгорьях в 700 м к северо-западу от железнодорожной станции Имёнсу. Представляет собой грунтовые воды, текущие вдоль щелей базальтовой скалы по направлению к реке. Высота водопада — 15 м, ширина — 27 м. Состоит из пяти потоков, растекающихся на десятки более мелких. Скала, по которой течёт водопад, имеет двухступенчатую форму. Высота верхней ступени — 7 м, высота нижней — 8 м.
Имёнсу-Пхокпхо известен как подземный водопад. Он висит на береговом утёсе по правую сторону обрывистого ущелья, образовавшегося вследствие эрозии рекой Имёнсу толстых слоёв докембрийского базальта, изверженного в конце третичного — начале четвертичного периода кайнозойской эры. Грунтовые воды текут между базальтовыми расслоениями, достигнув утёса, они образуют водопад. 5 основных потоков текут вниз, между ними брызжут бисерообразные потоки поменьше. Вода основных струй, ударяясь о каменный выступ и разлетаясь бисерообразными каплями, то разделяется на малые струи, то снова сливается в один поток и впадает в затон на реке Имёнсу.
Общий вид водопада выглядит как совокупность разнообразных водопадов в миниатюре. Вместе с оголёнными чёрными скалами, хрустально чистой водой пруда под водопадом и окружающими его лесами они создают живописные виды, разнящиеся в зависимости от времени года.
Весенний цвет азалий, летний зелёный лес и осенняя жёлтая листва отражаются в водопаде и пруде. В ясный день брызги воды, разлетающиеся от водопада, в результате преломления солнечного света создают эффект радуги. Зимой водопад частично замерзает, незамёрзшая вода течёт по наледям. От вытекающей из-под земли воды и холодного воздуха образуется туман и деревья покрываются инеем.
В январе 1980 года водопад Имёнсу-Пхокпхо был зарегистрирован Национальным союзом охраны природы КНДР как Природный памятник № 345, редкий подземный водопад, имеющий большое эстетическое значение. Над водопадом построен бельведер.